# Volmanova vila (Záboří nad Labem)
Volmanova vila se nachází v Záboří nad Labem čp. 92 v okrese Kutná Hora. Vila je novorenesanční stavbou, jejímž stavebníkem byl starosta Záboří nad Labem Antonín Volman. Stavba je evidována od roku 2015 jako kulturní památka.

## Popis
Vila byla postavena mezi lety 1900–1901 podle projektu kolínského architekta Jana Sklenáře jako dvoupodlažní celoročně obyvatelný dům na čtvercovém půdorysu pro českého továrníka Antonína Volmana (1843–1919). Stojí v centru obce a je obklopena zahradou, která je ze tří stran ohrazena původní terasovou zdí a ze strany do ulice původním litinovým pilířovým plotem. Do objektu se vchází bránou se vstupní brankou. Ze severní strany je v ohradní zdi malá vstupní branka.
Hlavní průčelí domu člení symetricky rizalit, který je zakončen dvouetážovým štítem. Sokl je tvořen jednoduchým neomítnutým lomovým zdivem. Fasáda prvního patra je kryta v celé šířce pásovou rustikou. Tři páry oken lemují profilované šambrány. Okna spojuje jedna přímá profilovaná nadokenní a jedna podokenní římsa. Ve vystupujícím rizalitu jsou dvě trojdílná okna s půlkruhovým zakončením v pravoúhlém profilovaném rámování. Okna lemují je profilované šambrány a každé má vlastní podokenní a nadokenní římsu. Ta je nesena osovým klenákem.
Fasádu mezi prvním a druhým podlažím dělí patrová římsa. Je řešena podobně jako nadokenní římsy postranních oken. Ty jsou však neseny třemi volutovými konzolami. Fasádu zakončuje zřetelně profilovaná hlavní římsa. Severní průčelí zakončuje trojetážový štít. Jeho vrcholová část je zvonovitě zakončena a po stranách zdobena čučky.

### Rekonstrukce
V letech 2014 až 2015 byla provedena rekonstrukce fasády. V roce 2018 probíhala oprava interiérů domu, ve kterých zůstaly zachovány některé původní prvky. Vila byla adaptována pro aktuální potřeby bydlení. Na rozdíl od stejnojmenné vily v Čelákovicích podnikatele Josefa Volmana (není synem Antonína Volmana) není přístupná veřejnosti.